# Дотнувский район
Дотнувский район (лит. Dotnuvos rajonas) — административно-территориальная единица в составе Литовской ССР, существовавшая в 1950—1959 годах. Центр — село (с 1956 — город) Дотнува.
Дотнувский район был образован в составе Шяуляйской области Литовской ССР 20 июня 1950 года. В его состав вошли 38 сельсоветов Кедайнского уезда и 4 сельсовета Радвилишкского уезда.
28 мая 1953 года в связи с ликвидацией Шяуляйской области Дотнувский район перешёл в прямое подчинение Литовской ССР.
23 января 1959 года Дотнувский район был упразднён, а его территория передана в Кедайнский район.